# Aphonopelma cookei
Aphonopelma cookei là một loài nhện trong họ Theraphosidae.
Loài này thuộc chi Aphonopelma. Aphonopelma cookei được miêu tả năm 1995 bởi Smith.